# تشارلي والر (لاعب كرة قاعدة)
تشارلي والر (بالإنجليزية: Charlie Waller)‏ هو لاعب كرة قاعدة أمريكي، ولد في 26 نوفمبر 1921 في غريفين في الولايات المتحدة، وتوفي في 5 سبتمبر 2009.